# بولين جوليان
بولين جوليان هي مغنية وكاتبة أغاني وممثلة كندية، ولدت في 23 مايو 1928 في تروا ريفيير في كندا، وتوفيت في 1 أكتوبر 1998 في مونتريال في كندا. من الجوائز التي نالتها Grand Prix du Disque ‏ سنة 1970 سنة 1985 سنة 1975.

## جوائز
- Grand Prix du Disque [الإنجليزية]‏ (1970)
- Grand Prix du Disque [الإنجليزية]‏ (1985)
- Calixa-Lavallée Award [الإنجليزية]‏ (1975)

## وصلات خارجية
- بولين جوليان على موقع IMDb (الإنجليزية)
- بولين جوليان على موقع ألو سيني (الفرنسية)
- بولين جوليان على موقع ميوزك برينز (الإنجليزية)
- بولين جوليان على موقع قاعدة بيانات الأفلام السويدية (السويدية)
- بولين جوليان على موقع ديسكوغز (الإنجليزية)
- بولين جوليان على موقع قاعدة بيانات الفيلم (الإنجليزية)
- بولين جوليان على موقع كينوبويسك (الروسية)